# Кривбассруда
Кривбассруда — производственное объединение по добыче и переработке железной руды Криворожского железорудного бассейна преимущественно подземным способом.

## История
Кривбассруда была образована в 1973 году как промышленное объединение на базе горнорудных трестов «Дзержинскруда» и «Ленинруда». В 1975 году реорганизовано в производственное объединение — согласно постановлению Совета Министров УССР № 194 от 18 апреля 1975 года и приказу по Минчермету СССР № 430 от 12 июня 1975 года.
По состоянию на 1 января 1978 года в состав объединения входило 10 рудоуправлений в составе 24 шахт.
В 1997 году правопреемником Кривбассруды стало публичное акционерное общество «Криворожский железорудный комбинат».

## Характеристика
В годы существования Кривбассруда была высокомеханизированным объединением с оснащением современной техникой, степень механизации подземных работ составляла до 50 %. На предприятиях объединения были внедрены передовые системы разработки руды. Производственное объединение имело в своём составе автобазу, управление железнодорожного транспорта, завод железобетонных изделий и стройматериалов и другие мощности. Основной продукцией была товарная железная руда, вторичной — щебень, песок, бетон, стеновые материалы, сборные железобетонные конструкции и детали.
Кривбассруда разрабатывала в основном залежи богатых железных руд. По состоянию на 1984 год промышленные запасы до глубины 1750 м оценивались в 1,033 млрд тонн богатых руд и 1,31 млрд тонн магнетитовых кварцитов. Богатые железные руды перерабатывались на дробильно-сортировочных фабриках и без обогащения использовались на металлургических предприятиях страны и стран-членов СЭВ. На тот же 1984 год производство товарной руды составляло 32,65 млн тонн в год с содержанием железа 53,34 %.
Многие шахты объединения, заложенные ещё в 1920—1930-х годах, активно реконструировались, строились новые крупные шахты производительностью от 1 до 7 млн тонн товарной железной руды в год, например, имени Орджоникидзе, «Новая», «Центральная», «Гигант», «Коммунар» и другие. Многие из них ведут добычу руды на глубинах 800—1000 м, горно-капитальные работы на глубинах 1100—1300 м. В связи с уменьшением рудных площадей из-за выклинивания залежей с глубиной и сокращением добычи богатых руд в отработку активно вовлекались запасы магнетитовых кварцитов с содержанием железа 30-40 % на шахтах «Коммунар», имени Орджоникидзе, «Объединённая» и других, с обогащением на месте или на соседних горно-обогатительных комбинатах.

### Структура
В разное время в состав ПО «Кривбассруда» входили:
- Рудоуправление имени 20-го партсъезда (шахта «Юбилейная»);
- Рудоуправление имени Ф. Э. Дзержинского (шахты «Саксагань», «Коммунар», «Гигант-Глубокая»);
- Рудоуправление имени С. М. Кирова (шахты имени Артёма № 1, имени Артёма № 2, имени Кирова, «Северная»);
- Рудоуправление имени В. И. Ленина (шахты имени В. И. Ленина, имени C. Орджоникидзе);
- Рудоуправление имени Розы Люксембург (шахта «Гвардейская»);
- Рудоуправление имени Карла Либкнехта (шахта «Родина»);
- Рудоуправление имени Коминтерна;
- Рудоуправление имени М. В. Фрунзе (шахта имени М. В. Фрунзе);
- Первомайское рудоуправление;
- Шахта «Новая» (Жёлтые Воды);
- Шахта «Ольховская» (Жёлтые Воды).

### Директора
Первым директором был назначен Левицкий Денис Захарович. В 1975—1990 годах генеральным директором был Константинов Пётр Ефимович.

## Награды
- 1966 — Рудоуправление имени Ф. Э. Дзержинского — орден Трудового Красного Знамени;
- 1976 — Рудоуправление имени В. И. Ленина — орден «Знак Почёта».

## Интересные факты
- Административное здание объединения «Кривбассруда» является памятником архитектуры местного значения[1].